# Lista de canções de Guitar Hero III: Legends of Rock

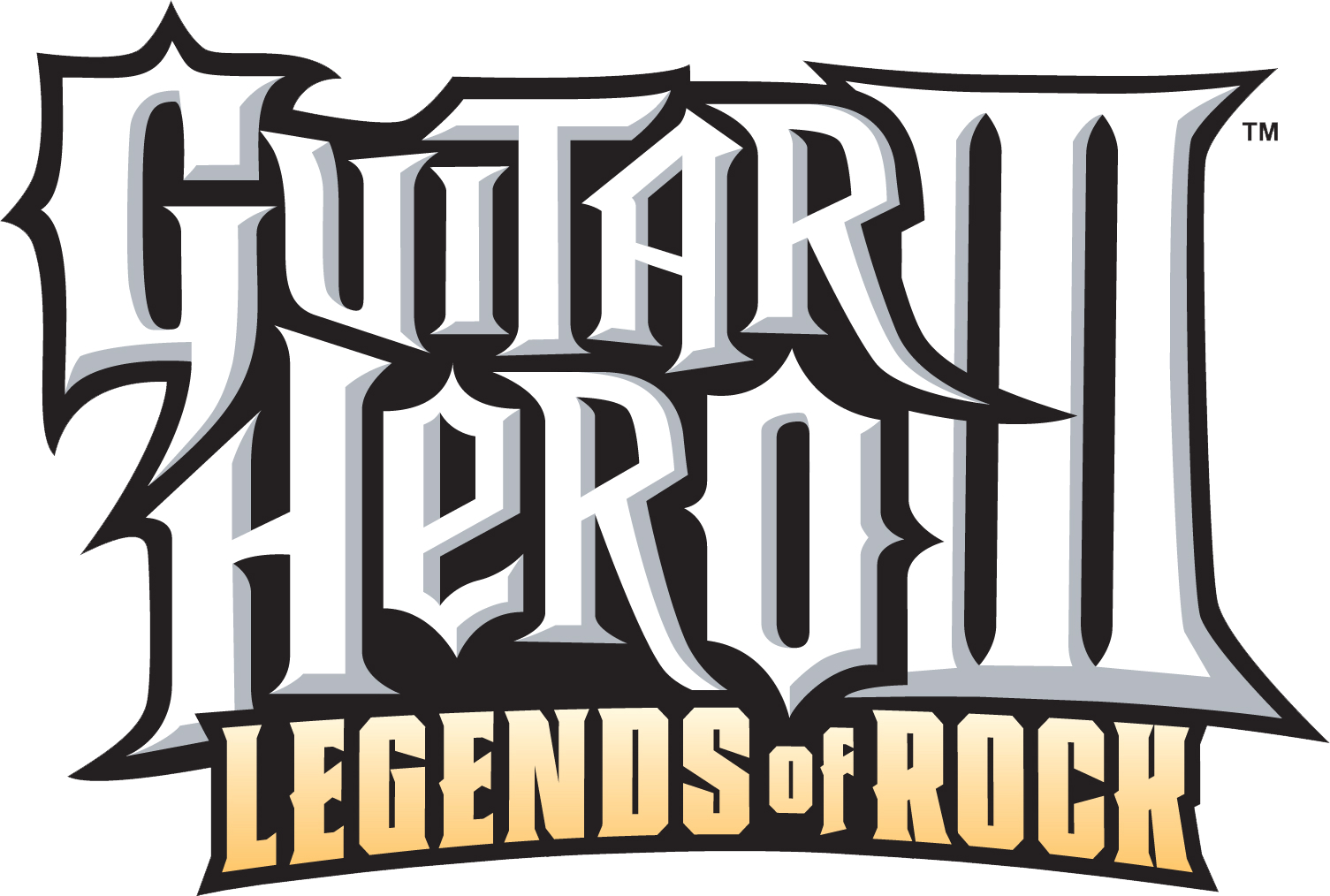
Logo de Guitar Hero III: Legends of Rock.

Esta é a lista de canções de Guitar Hero III: Legends of Rock, um jogo eletrônico musical desenvolvido pela Neversoft e publicado pela RedOctane e Activision para os consoles PlayStation 2, PlayStation 3, Wii e Xbox 360, bem como para os computadores pessoais Windows e Macintosh, nos anos de 2007 e 2008.
O objetivo de Guitar Hero III é executar as principais seções de guitarra de várias canções de rock. Para isso, o jogador utiliza um controlador em forma de guitarra desenvolvido especificamente para o jogo (embora também seja possível jogar com um controlador normal). Conforme as notas vão aparecendo na tela, os botões correspondentes às notas devem ser pressionados juntamente com a barra de dedilhar. Quando elas são reproduzidas corretamente, o desempenho e a pontuação do jogador cresce, caso contrário, o desempenho reduz junto com a pontuação, até chegar um ponto em que a música é paralisada, decretando assim seu fracasso. Cada canção pode ser executada nos quatro níveis de dificuldades: fácil, médio, difícil e especialista, que refletem na quantidade de notas a serem tocadas.
A versão física do jogo apresenta 73 canções, das quais 39 estão presentes no modo para um jogador, que ainda tem mais três músicas para as batalhas contra os chefes. Há também seis canções exclusivas para o modo de dois jogadores e 25 trilhas bônus. As versões de Xbox 360 e PlayStation 3 receberam mais 59 faixas para download. Adicionalmente, quatro músicas foram disponibilizadas por tempo limitado (uma exclusiva para cada plataforma), totalizando 135 canções. Uma trilha sonora também foi lançada em 2007.

## Lista de canções
Guitar Hero III: Legends of Rock possui 73 canções distribuídas entre os modos solo e cooperativo. Elas são organizadas em oito níveis sequenciais com base na sua dificuldade relativa. O jogador deve completar algumas ou todas as músicas de um nível (com base na dificuldade selecionada), incluindo o Encore, para acessar o próximo. Durante o modo solo, também é necessário passar por três batalhas contra chefes no final de três níveis distintos antes de executar a canção Encore. Se o jogador falhar três vezes nas duas primeiras batalhas, o jogo dá a opção de avançar sem concluí-las. No modo cooperativo, os jogadores executam apenas os seis níveis iniciais e não encontram nenhum chefe, bem como têm músicas Encore diferentes do modo solo.
Quando um nível é desbloqueado em qualquer dificuldade, todas as canções, exceto os Encores e as batalhas, ficam disponíveis em todos os outros modos de jogo; os Encores são disponibilizados quando são completados pela primeira vez. As três músicas das batalhas contra os chefes não são jogáveis fora do modo solo. No entanto, elas ficaram disponíveis como conteúdo gratuito para download nas versões de Xbox 360 e PlayStation 3. Além disso, todas as canções (exceto as batalhas) podem ser desbloqueadas para todos os modos através de códigos secretos.
Usando o mesmo motor gráfico que as versões de sétima geração do jogo, Guitar Hero Arcade possui um conjunto de 50 músicas retiradas de Guitar Hero III.

### Principais
| Ano  | Título                                | Artista                                                 | Gênero        | Masterizado? | Nível no modo solo                           | Nível no modo cooperativo                |
| ---- | ------------------------------------- | ------------------------------------------------------- | ------------- | ------------ | -------------------------------------------- | ---------------------------------------- |
| 2007 | "3's & 7's"                           | Queens of the Stone Age                                 | Hard rock     | Sim          | 7. Live in Japan                             | 5. Jailhouse rock                        |
| 2007 | "Anarchy in the U.K."d                | Sex Pistols                                             | Punk          | a            | 4. European Invasion                         | 3. Over Night Success                    |
| 1977 | "Barracuda"d                          | Heart                                                   | Rock clássico | Não          | 2. Your First Real Gig                       | 1. Getting a Band Together               |
| 2004 | "Before I Forget"                     | Slipknot                                                | Metal         | Sim          | 7. Live in Japan                             | -                                        |
| 1970 | "Black Magic Woman"d                  | Santana                                                 | Blues rock    | Não          | 6. Hottest Band on Earth                     | 4. Getting the Band Back Together        |
| 1992 | "Black Sunshine"d                     | White Zombie                                            | Metal         | Não          | 6. Hottest Band on Earth                     | 5. Jailhouse rock                        |
| 1996 | "Bulls on Parade"d                    | Rage Against the Machine                                | Nu metal      | Sim          | 2. Your First Real Gig Encore                | 1. Getting a Band Together               |
| 1993 | "Cherub Rock"d                        | The Smashing Pumpkins                                   | Alternativo   | Sim          | 6. Hottest Band on Earth                     | 4. Getting the Band Back Together        |
| 1972 | "Cities on Flame with rock and Roll"d | Blue Öyster Cult                                        | Rock clássico | Não          | -                                            | 4. Getting the Band Back Together Encore |
| 1990 | "Cliffs of Dover"d                    | Eric Johnson                                            | Rock          | Não          | 8. Battle for Your Soul                      | -                                        |
| 2007 | "Cult of Personality"d                | Living Colour                                           | Rock          | a            | 7. Live in Japan Encore                      | 6. Battle for Your Souls                 |
| 2007 | "The Devil Went Down to Georgia"      | Steve Ouimette (Inspirado por The Charlie Daniels Band) | Speed metal   | Sim          | 8. Battle for Your Soul Batalha contra chefe | -                                        |
| 1991 | "Even Flow"                           | Pearl Jam                                               | Grunge        | Sim          | 4. European Invasion Encore                  | -                                        |
| 2007 | "Guitar Battle vs. Slash"             | Slash                                                   | Rock          | Sim          | 5. Big House Blues Batalha contra chefe      | -                                        |
| 2007 | "Guitar Battle vs. Tom Morello"       | Tom Morello                                             | Rock          | Sim          | 2. Your First Real Gig Batalha contra chefe  | -                                        |
| 2004 | "Helicopter"bd                        | Bloc Party                                              | Indie rock    | Sim          | -                                            | 5. Jailhouse rock Encore                 |
| 1980 | "Hit Me with Your Best Shot"d         | Pat Benatar                                             | Pop           | Não          | 1. Starting Out Small                        | -                                        |
| 1980 | "Holiday in Cambodia"d                | Dead Kennedys                                           | Punk          | Não          | 5. Big House Blues                           | 4. Getting the Band Back Together        |
| 2006 | "Knights of Cydonia"d                 | Muse                                                    | Alternativo   | Sim          | 7. Live in Japan                             | 6. Battle for Your Souls                 |
| 1990 | "Kool Thing"                          | Sonic Youth                                             | Alternativo   | Sim          | 4. European Invasion                         | 2. We Just Wanna Be Famous               |
| 1973 | "La Grange"d                          | ZZ Top                                                  | Blues rock    | Não          | 5. Big House Blues                           | -                                        |
| 2006 | "Lay Down"d                           | Priestess                                               | Hard rock     | Sim          | 3. Making the Video                          | 3. Over Night Success                    |
| 2006 | "The Metal"d                          | Tenacious D                                             | Rock          | Sim          | 6. Hottest Band on Earth                     | 5. Jailhouse rock                        |
| 2006 | "Miss Murder"                         | AFI                                                     | Punk          | Sim          | 3. Making the Video                          | 2. We Just Wanna Be Famous               |
| 1970 | "Mississippi Queen"d                  | Mountain                                                | Hard rock     | Não          | 2. Your First Real Gig                       | -                                        |
| 2006 | "Monsters"d                           | Matchbook Romance                                       | Indie rock    | Sim          | -                                            | 6. Battle for Your Souls Encore          |
| 1994 | "My Name Is Jonas"                    | Weezer                                                  | Alternativo   | Sim          | 4. European Invasion                         | 5. Jailhouse rock                        |
| 1982 | "The Number of the Beast"             | Iron Maiden                                             | Metal         | Sim          | 8. Battle for Your Soul                      | 6. Battle for Your Souls                 |
| 1988 | "One"b                                | Metallica                                               | Metal         | Sim          | 8. Battle for Your Soul                      | 6. Battle for Your Souls                 |
| 1966 | "Paint It Black"cd                    | The Rolling Stones                                      | Rock clássico | Sim          | 3. Making the Video Encore                   | -                                        |
| 1970 | "Paranoid"d                           | Black Sabbath                                           | Metal         | Não          | 4. European Invasion                         | 3. Over Night Success                    |
| 1983 | "Pride and Joy"d                      | Stevie Ray Vaughan                                      | Blues rock    | Não          | 6. Hottest Band on Earth Encore              | -                                        |
| 1986 | "Raining Blood"                       | Slayer                                                  | Metal         | Sim          | 8. Battle for Your Soul                      | -                                        |
| 2003 | "Reptilia"d                           | The Strokes                                             | Indie rock    | Sim          | -                                            | 2. We Just Wanna Be Famous Encore        |
| 1975 | "Rock and Roll All Nite"d             | Kiss                                                    | Glam rock     | Não          | 1. Starting Out Small Encore                 | -                                        |
| 1984 | "Rock You Like a Hurricane"d          | Scorpions                                               | Metal         | Não          | 5. Big House Blues                           | -                                        |
| 1994 | "Sabotage"d                           | Beastie Boys                                            | Hip hop       | Sim          | -                                            | 1. Getting a Band Together Encore        |
| 1974 | "Same Old Song and Dance"bd           | Aerosmith                                               | Rock          | Sim          | 5. Big House Blues                           | 4. Getting the Band Back Together        |
| 1972 | "School's Out"d                       | Alice Cooper                                            | Hard rock     | Não          | 2. Your First Real Gig                       | 2. We Just Wanna Be Famous               |
| 1970 | "The Seeker"                          | The Who                                                 | Rock clássico | Não          | 3. Making the Video                          | 2. We Just Wanna Be Famous               |
| 1975 | "Slow Ride"d                          | Foghat                                                  | Rock clássico | Não          | 1. Starting Out Small                        | 1. Getting a Band Together               |
| 1990 | "Story of My Life"                    | Social Distortion                                       | Punk          | Não          | 1. Starting Out Small                        | -                                        |
| 2005 | "Stricken"d                           | Disturbed                                               | Metal         | Sim          | 7. Live in Japan                             | -                                        |
| 1991 | "Suck My Kiss"                        | Red Hot Chili Peppers                                   | Alternativo   | Sim          | -                                            | 3. Over Night Success Encore             |
| 1968 | "Sunshine of Your Love"d              | Cream                                                   | Blues rock    | Não          | 2. Your First Real Gig                       | -                                        |
| 1987 | "Talk Dirty to Me"d                   | Poison                                                  | Glam rock     | Não          | 1. Starting Out Small                        | -                                        |
| 1987 | "Welcome to the Jungle"               | Guns N' Roses                                           | Hard rock     | Sim          | 5. Big House Blues Encore                    | 3. Over Night Success                    |
| 2006 | "When You Were Young"                 | The Killers                                             | Alternativo   | Sim          | 3. Making the Video                          | 1. Getting a Band Together               |

↑a Esta música foi regravada especificamente para Guitar Hero III.
↑b A canção tem uma faixa de guitarra rítmica em vez de uma faixa de baixo elétrico cooperativo.
↑c A canção não possui nenhuma faixa de guitarra rítmica ou baixo elétrico e, portanto, não pode ser jogada em nenhum modo cooperativo.
↑d Esta canção é apresentada na lista principal de Guitar Hero Arcade.

### Bônus
Todas, exceto uma das canções bônus, são compradas na loja do jogo usando dinheiro virtual obtido através dos modos carreira. A exceção, "Through the Fire and Flames" da banda DragonForce, é desbloqueada após o jogador completar o modo solo em qualquer dificuldade. Ela também pode ser jogada durante os créditos, embora não seja necessário.
| Ano  | Título                         | Artista                 | Masterizado? |
| ---- | ------------------------------ | ----------------------- | ------------ |
| 1995 | "Avalancha"cd                  | Héroes del Silencio     | Sim          |
| 2006 | "Can't Be Saved"               | Senses Fail             | Sim          |
| 2006 | "Closer"d                      | Lacuna Coil             | Sim          |
| 2006 | "Don't Hold Back"d             | The Sleeping            | Sim          |
| 2007 | "Down 'n Dirty"                | L.A. Slum Lords         | Sim          |
| 2005 | "F.C.P.R.E.M.I.X."             | The Fall of Troy        | Sim          |
| 2005 | "Generation Rock"              | Revolverheld            | Sim          |
| 2006 | "Go That Far"c                 | Bret Michaels Band      | Sim          |
| 1988 | "Hier kommt Alex"              | Die Toten Hosen         | Sim          |
| 2005 | "I'm in the Band"              | Hellacopters            | Sim          |
| 2007 | "Impulse"                      | An Endless Sporadic     | Sim          |
| 2006 | "In Love"                      | Scouts of St. Sebastian | Sim          |
| 2006 | "In the Belly of a Shark"d     | Gallows                 | Sim          |
| 2007 | "Mauvais Garçon"               | Naast                   | Sim          |
| 2007 | "Metal Heavy Lady"             | Lions                   | Sim          |
| 2003 | "Minus Celsius"                | Backyard Babies         | Sim          |
| 2006 | "My Curse"                     | Killswitch Engage       | Sim          |
| 2007 | "Nothing for Me Here"          | Dope                    | Sim          |
| 2006 | "Prayer of the Refugee"        | Rise Against            | Sim          |
| 2004 | "Radio Song"                   | Superbus                | Sim          |
| 2007 | "Ruby"                         | Kaiser Chiefs           | Sim          |
| 1989 | "She Bangs the Drums"d         | The Stone Roses         | Não          |
| 2006 | "Take This Life"d              | In Flames               | Sim          |
| 2006 | "The Way It Ends"              | Prototype               | Sim          |
| 2006 | "Through the Fire and Flames"c | DragonForce             | Sim          |

↑c A canção tem uma faixa de guitarra rítmica em vez de uma faixa de baixo elétrico cooperativo.
↑d Esta canção é apresentada na lista principal de Guitar Hero Arcade.

### Canções paradownload
As versões de Xbox 360 e PlayStation 3 também suportam canções para download. Vários pacotes de música gratuitos e pagos foram disponibilizados no Xbox Live Marketplace e na PlayStation Store. Em julho de 2008, a Activision anunciou que também lançaria conteúdo descarregável para o Wii no primeiro trimestre de 2008, mas, eventualmente, não conseguiu fazê-lo devido a limitações de armazenamento interno do console. Quando a banda Metallica lançou seu álbum Death Magnetic em 12 de setembro de 2008, este também foi disponibilizado como um pacote para Guitar Hero III: Legends of Rock, Guitar Hero World Tour e para o spin-off de 2009, Guitar Hero Metallica. Além disso, o CD da trilha sonora oferece um código usado para resgatar três faixas exclusivas jogáveis no Xbox Live Marketplace.
| Ano  | Título                                              | Artista                                               | Masterizado? | Data de lançamento       | Single / Pacote                               |
| ---- | --------------------------------------------------- | ----------------------------------------------------- | ------------ | ------------------------ | --------------------------------------------- |
| 2007 | "Carcinogen Crush"                                  | AFI                                                   | Sim          | 31 de outubro de 2007    | Companion Pack                                |
| 2007 | "Tina"                                              | Flyleaf                                               | Sim          | 31 de outubro de 2007    | Companion Pack                                |
| 2007 | "Putting Holes in Happiness (Remix de Nick Zinner)" | Marilyn Manson                                        | Sim          | 31 de outubro de 2007    | Companion Pack                                |
| 2002 | "All My Life"                                       | Foo Fighters                                          | Sim          | 4 de novembro de 2007    | Pacote da Foo Fighters                        |
| 2007 | "The Pretender"c                                    | Foo Fighters                                          | Sim          | 4 de novembro de 2007    | Pacote da Foo Fighters                        |
| 1995 | "This Is a Call"j                                   | Foo Fighters                                          | Sim          | 4 de novembro de 2007    | Pacote da Foo Fighters                        |
| 2007 | "She Builds Quick Machines"                         | Velvet Revolver                                       | Sim          | 4 de novembro de 2007    | Pacote da Velvet Revolver                     |
| 2004 | "Slither"                                           | Velvet Revolver                                       | Sim          | 4 de novembro de 2007    | Pacote da Velvet Revolver                     |
| 2007 | "Messages"                                          | Velvet Revolver                                       | Sim          | 4 de novembro de 2007    | Pacote da Velvet Revolver                     |
| 2007 | "Tom Morello Guitar Battle"c                        | Tom Morello                                           | Sim          | 15 de novembro de 2007   | Pacote das batalhas contra chefesh            |
| 2007 | "Slash Guitar Battle"c                              | Slash                                                 | Sim          | 15 de novembro de 2007   | Pacote das batalhas contra chefesh            |
| 2007 | "The Devil Went Down to Georgia"c                   | Steve Ouimette Inspirado por The Charlie Daniels Band | Sim          | 15 de novembro de 2007   | Pacote das batalhas contra chefesh            |
| 2004 | "Halo Theme MJOLNIR Mix"ce                          | Martin O'Donnell/Salvatori/Vai                        | Sim          | 22 de novembro de 2007e  | Singleh                                       |
| 2007 | "Ernten Was Wir Säen"                               | Die Fantastischen Vier                                | Sim          | 20 de dezembro de 2007   | Single                                        |
| 1996 | "So Payaso"c                                        | Extremoduro                                           | Sim          | 20 de dezembro de 2007   | Single                                        |
| 1980 | "Antisocial"                                        | Trust                                                 | Sim          | 20 de dezembro de 2007   | Single                                        |
| 2007 | "We Three Kings"c                                   | Steve Ouimette                                        | Sim          | 20 de dezembro de 2007   | Singleh                                       |
| 2007 | "Pretty Handsome Awkward"j                          | The Used                                              | Sim          | 20 de dezembro de 2007   | Pacote de faixas da Warner/Reprise            |
| 2007 | "No More Sorrow"j                                   | Linkin Park                                           | Sim          | 20 de dezembro de 2007   | Pacote de faixas da Warner/Reprise            |
| 2006 | "Sleeping Giant"j                                   | Mastodon                                              | Sim          | 20 de dezembro de 2007   | Pacote de faixas da Warner/Reprise            |
| 1980 | "Any Way You Want It"                               | Journey                                               | Sim          | 24 de janeiro de 2008    | Pacote de faixas de Rock clássico             |
| 1981 | "Jukebox Hero"j                                     | Foreigner                                             | Sim          | 24 de janeiro de 2008    | Pacote de faixas de Rock clássico             |
| 1976 | "Peace of Mind"j                                    | Boston                                                | Sim          | 24 de janeiro de 2008    | Pacote de faixas de Rock clássico             |
| 2007 | "Dream On"                                          | Aerosmith                                             | a            | 16 de fevereiro de 2008g | Single                                        |
| 1996 | "Excuse Me Mr."                                     | No Doubt                                              | Sim          | 28 de fevereiro de 2008  | Pacote de faixas da No Doubt                  |
| 1996 | "Don't Speak"                                       | No Doubt                                              | Sim          | 28 de fevereiro de 2008  | Pacote de faixas da No Doubt                  |
| 1996 | "Sunday Morning"                                    | No Doubt                                              | Sim          | 28 de fevereiro de 2008  | Pacote de faixas da No Doubt                  |
| 2007 | "The Arsonist"j                                     | Thrice                                                | Sim          | 6 de março de 2008       | Pacote de faixas de Metal moderno             |
| 2006 | "Hole in the Earth"j                                | Deftones                                              | Sim          | 6 de março de 2008       | Pacote de faixas de Metal moderno             |
| 2007 | "Almost Easy"j                                      | Avenged Sevenfold                                     | Sim          | 6 de março de 2008       | Pacote de faixas de Metal moderno             |
| 2007 | "Famous For Nothing"                                | Dropkick Murphys                                      | Sim          | 13 de março de 2008g     | Pacote de faixas da Dropkick Murphysh         |
| 2007 | "(F)lannigan's Ball"                                | Dropkick Murphys                                      | Sim          | 13 de março de 2008g     | Pacote de faixas da Dropkick Murphysh         |
| 2007 | "Johnny, I Hardly Knew Ya"                          | Dropkick Murphys                                      | Sim          | 13 de março de 2008g     | Pacote de faixas da Dropkick Murphysh         |
| 2008 | "Nine Lives"                                        | Def Leppard                                           | Sim          | 24 de abril de 2008      | Pacote de faixas da Def Leppard               |
| 1983 | "Rock of Ages" (Ao vivo)                            | Def Leppard                                           | Sim          | 24 de abril de 2008      | Pacote de faixas da Def Leppard               |
| 1983 | "Photograph" (Ao vivo)                              | Def Leppard                                           | Sim          | 24 de abril de 2008      | Pacote de faixas da Def Leppard               |
| 2006 | "Exo-Politics"                                      | Muse                                                  | Sim          | 8 de maio de 2008        | Pacote de faixas da Muse                      |
| 2006 | "Supermassive Black Hole"                           | Muse                                                  | Sim          | 8 de maio de 2008        | Pacote de faixas da Muse                      |
| 2003 | "Stockholm Syndrome"                                | Muse                                                  | Sim          | 8 de maio de 2008        | Pacote de faixas da Muse                      |
| 2008 | "(We Are) The Road Crew"a                           | Motörhead                                             | Sim          | 5 de junho de 2008       | Pacote de faixas da Motörhead                 |
| 2008 | "Stay Clean"a                                       | Motörhead                                             | Sim          | 5 de junho de 2008       | Pacote de faixas da Motörhead                 |
| 2008 | "Motorhead"aj                                       | Motörhead                                             | Sim          | 5 de junho de 2008       | Pacote de faixas da Motörhead                 |
| 2008 | "The End Begins (to Rock)"                          | God of War II                                         | Sim          | 7 de junho de 2008f      | Singleh                                       |
| 2006 | "Shoot the Runner"                                  | Kasabian                                              | Sim          | 12 de junho de 2008      | Pacote de faixas do Festival da Ilha de Wight |
| 2004 | "I Predict a Riot"                                  | Kaiser Chiefs                                         | Sim          | 12 de junho de 2008      | Pacote de faixas do Festival da Ilha de Wight |
| 2008 | "Problems" (Ao vivo em Brixton)                     | Sex Pistols                                           | Sim          | 12 de junho de 2008      | Pacote de faixas do Festival da Ilha de Wight |
| 2008 | "Violet Hill"                                       | Coldplay                                              | Sim          | 19 de junho de 2008      | Pacote de faixas da Coldplay                  |
| 2000 | "Yellow"j                                           | Coldplay                                              | Sim          | 19 de junho de 2008      | Pacote de faixas da Coldplay                  |
| 2002 | "God Put a Smile upon Your Face"                    | Coldplay                                              | Sim          | 19 de junho de 2008      | Pacote de faixas da Coldplay                  |
| 2008 | "I Am Murloc"                                       | L70ETC                                                | Sim          | 26 de junho de 2008      | Singleh                                       |
| 1986 | "Top Gun Anthem"                                    | Steve Ouimette i                                      | Sim          | 3 de julho de 2008       | Singleh                                       |
| 1987 | "Surfing with the Alien"j                           | Joe Satriani                                          | Sim          | 24 de julho de 2008      | Pacote de faixas Guitar Virtuoso              |
| 1990 | "For the Love of God"j                              | Steve Vai                                             | Sim          | 24 de julho de 2008      | Pacote de faixas Guitar Virtuoso              |
| 2006 | "Soothsayer"                                        | Buckethead                                            | Sim          | 24 de julho de 2008      | Pacote de faixas Guitar Virtuoso              |
| 2006 | "Operation Ground and Pound"c                       | DragonForce                                           | Sim          | 21 de agosto de 2008     | Pacote de faixas da DragonForce               |
| 2006 | "Revolution Deathsquad"c                            | DragonForce                                           | Sim          | 21 de agosto de 2008     | Pacote de faixas da DragonForce               |
| 2008 | "Heroes of Our Time"c                               | DragonForce                                           | Sim          | 21 de agosto de 2008     | Pacote de faixas da DragonForce               |
| 2008 | "That Was Just Your Life"                           | Metallica                                             | Sim          | 12 de setembro de 2008   | Death Magnetic                                |
| 2008 | "The End of the Line"                               | Metallica                                             | Sim          | 12 de setembro de 2008   | Death Magnetic                                |
| 2008 | "Broken, Beat & Scarred"                            | Metallica                                             | Sim          | 12 de setembro de 2008   | Death Magnetic                                |
| 2008 | "The Day That Never Comes"                          | Metallica                                             | Sim          | 12 de setembro de 2008   | Death Magnetic                                |
| 2008 | "All Nightmare Long"                                | Metallica                                             | Sim          | 12 de setembro de 2008   | Death Magnetic                                |
| 2008 | "Cyanide"                                           | Metallica                                             | Sim          | 12 de setembro de 2008   | Death Magnetic                                |
| 2008 | "The Unforgiven III"                                | Metallica                                             | Sim          | 12 de setembro de 2008   | Death Magnetic                                |
| 2008 | "The Judas Kiss"                                    | Metallica                                             | Sim          | 12 de setembro de 2008   | Death Magnetic                                |
| 2008 | "Suicide & Redemption J.H."                         | Metallica                                             | Sim          | 12 de setembro de 2008   | Death Magnetic                                |
| 2008 | "Suicide & Redemption K.H."                         | Metallica                                             | Sim          | 12 de setembro de 2008   | Death Magnetic                                |
| 2008 | "My Apocalypse"                                     | Metallica                                             | Sim          | 12 de setembro de 2008   | Death Magnetic                                |

↑a Esta música foi regravada especificamente para Guitar Hero III.
↑c A canção tem uma faixa de guitarra rítmica em vez de uma faixa de baixo elétrico cooperativo.
↑e Esta canção é exclusiva para usuários do Xbox 360.
↑f Esta canção é exclusiva para usuários do PlayStation 3.
↑g Esta canção não está mais disponível para download.
↑h Esta canção está mais disponível de graça.
↑i Esta canção não especifica o artista no jogo, no entanto, o artista correto é mostrado.
↑j Esta canção é apresentada na lista principal de Guitar Hero Arcade.

## CD da trilha sonora
Um CD com uma trilha sonora especial intitulado Guitar Hero: Legends of Rock Companion Pak foi lançado como parte da promoção para o lançamento de Guitar Hero III. A mídia possui músicas incluídas no disco do jogo, bem como duas das três faixas do "Companion Pack" e uma do pacote da Velvet Revolver.
O CD vem com um código especial que permitia aos usuários do Xbox 360 baixarem o "Companion Pak" no Xbox Live Marketplace gratuitamente. Esse pacote era exclusivo do Xbox 360 e só era possível obtê-lo usando o código que acompanhava o CD. Em 7 de agosto de 2008, as canções foram disponibilizados para todos no Xbox Live Marketplace e PlayStation Store.

### Lista de faixas
| N.º | Título                                                                   | Duração |  |
| 1.  | "Guitar Hero III Intro" (Slash)                                          | 1:04    |  |
| 2.  | "Cherub Rock" (The Smashing Pumpkins)                                    | 4:57    |  |
| 3.  | "3's & 7's" (Queens of the Stone Age)                                    | 3:34    |  |
| 4.  | "Miss Murder" (AFI)                                                      | 3:25    |  |
| 5.  | "Slither" (Velvet Revolver)                                              | 4:09    |  |
| 6.  | "Kool Thing" (Sonic Youth)                                               | 4:05    |  |
| 7.  | "Cult of Personality" (Living Colour)                                    | 4:53    |  |
| 8.  | "Putting Holes in Happiness (Nick Zinner Remix)" (Marilyn Manson)        | 3:42    |  |
| 9.  | "Tina" (Flyleaf)                                                         | 2:31    |  |
| 10. | "Prayer of the Refugee" (Rise Against)                                   | 3:19    |  |
| 11. | "The Devil Went Down to Georgia (Guitar Hero Original)" (Steve Ouimette) | 6:15    |  |